# Szachmatain Ajastan
Szachmatain Ajastan (tj. Szachowa Armenia) – czasopismo szachowe Armeńskiej SRR, ukazujące się od 1972. Jako pierwsze czasopismo było wydawane w języku ormiańskim. Redaktorem  naczelnym był Gagik Oganesjan.